# Rhinodia rostraria
Rhinodia rostraria là một loài bướm đêm trong họ Geometridae.

## Hình ảnh

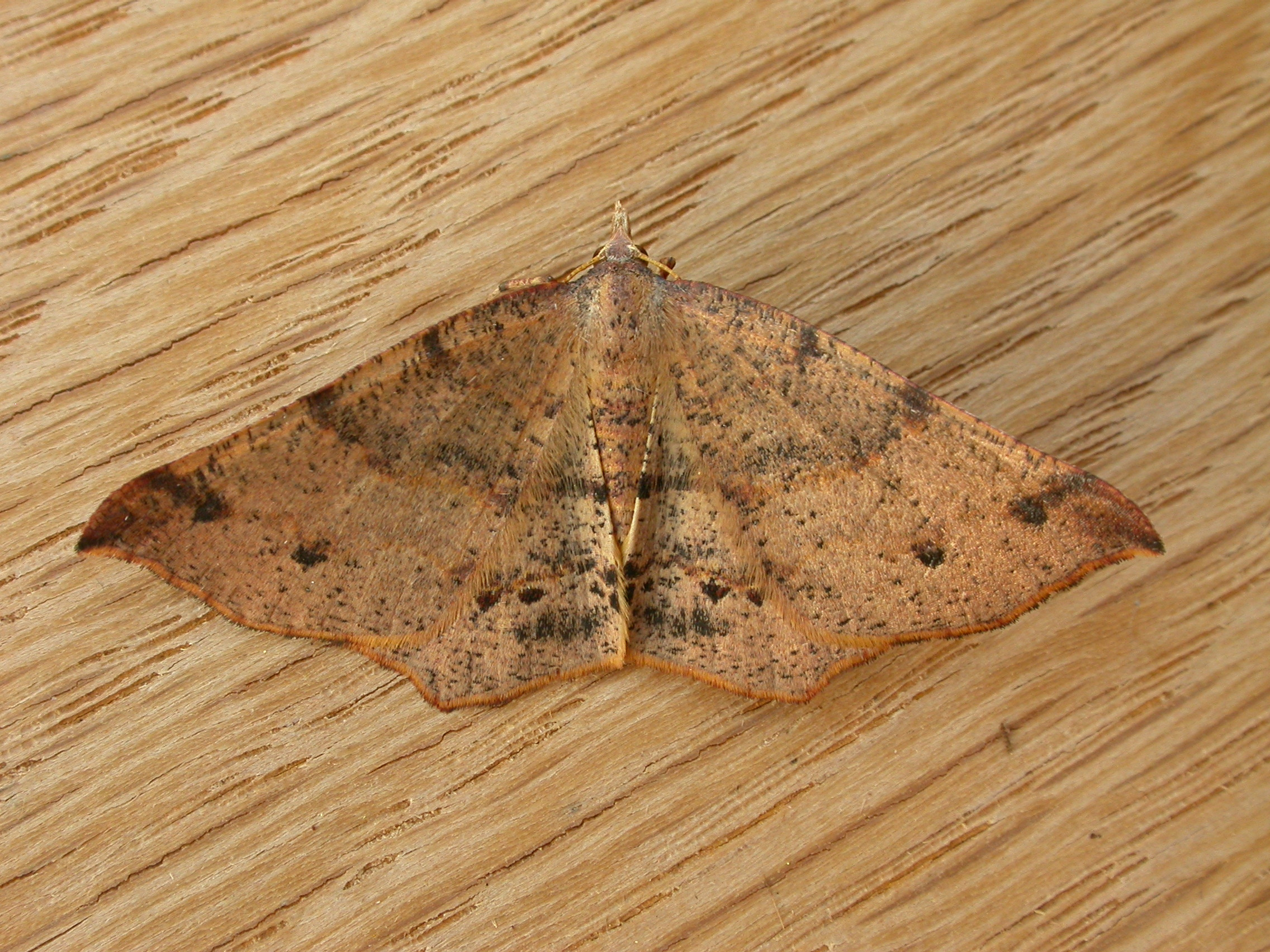
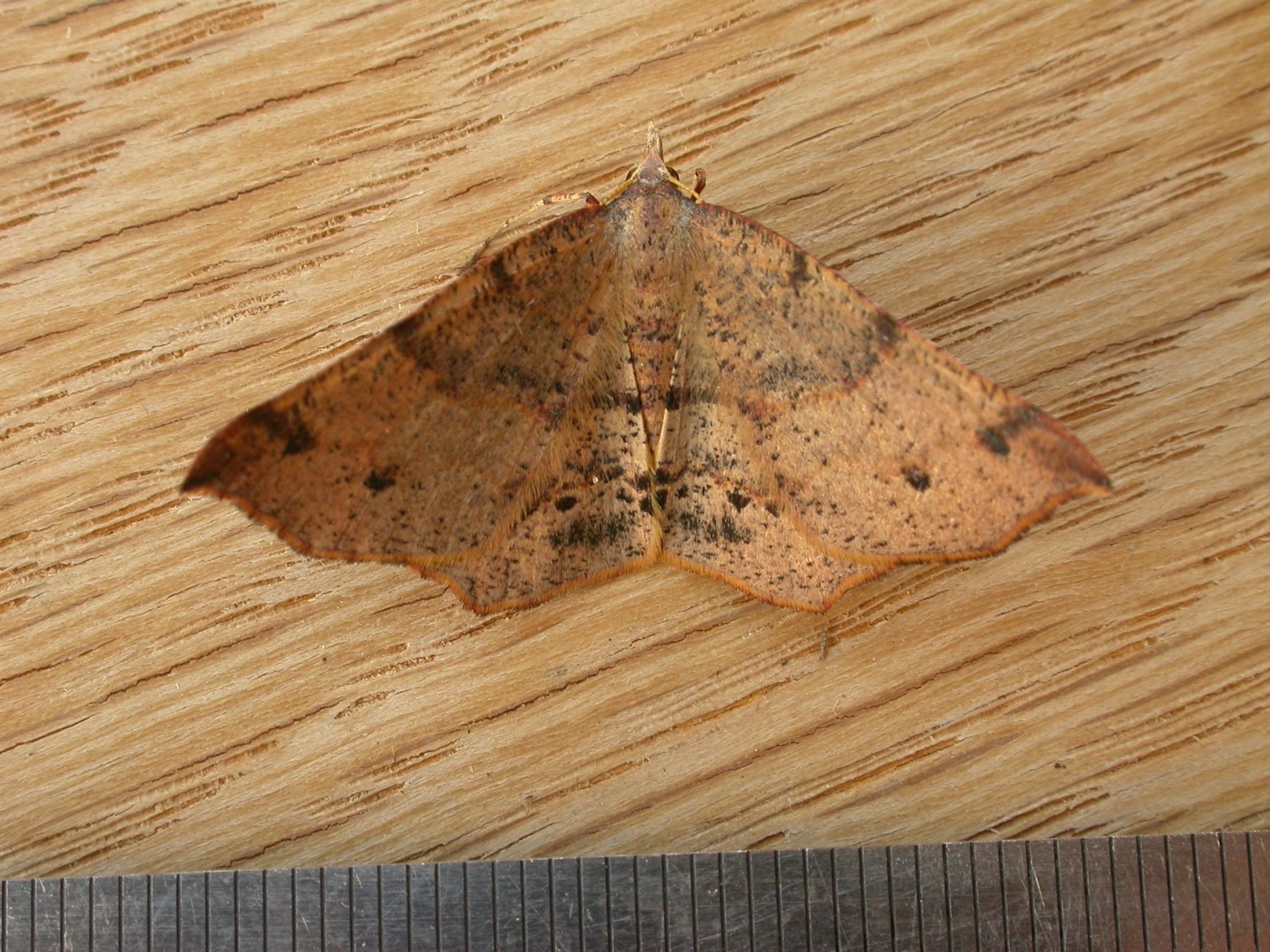